# 韦元妃
韦元妃（?—?），原是徐姓，名不詳，成都人。是五代十国时期前蜀皇帝王衍的妃子。
她是徐耕的孙女，姑母是王衍的母亲順聖太后徐氏。王衍的表妹，史書記載她相貌美丽，有殊色。王衍偶然到徐家，见到后就喜欢上她。太后于是把侄女纳入宫中。
王衍不想在母族娶亲，也怕傳出去名聲不好，于是假托她是韦昭度的孙女，改姓韦姓。开始封为婕妤，后来封为元妃。同时废黜皇后高氏。